# Westar 3
O Westar 3 foi um satélite de comunicação geoestacionário construído pela Hughes, ele era operado pela Western Union. O satélite foi baseado na plataforma HS-333AS e sua expectativa de vida útil era de 7 anos.

## Lançamento
O satélite foi lançado com sucesso ao espaço no dia 10 de agosto de 1979, por meio de um veículo Delta 2914, a partir da Estação da Força Aérea de Cabo Canaveral na Flórida, EUA. Ele tinha uma massa de lançamento de 574 kg.

## Capacidade e cobertura
O Westar 3 era equipado com 12 transponders em banda C para fornecer serviços de telecomunicações aos Estados Unidos.